# Liste der Denkmale in Aderklaa
Dies ist eine Liste von Denkmalen in Aderklaa, einer kleinen österreichischen Gemeinde im Marchfeld an der Wiener Stadtgrenze. Es gibt nur ein Objekt, das vom Bundesdenkmalamt (BDA) nach den Vorgaben des österreichischen Denkmalschutzgesetzes unter Schutz gestellt ist, es handelt sich dabei um die Filialkirche zur Schmerzhaften Mutter Gottes.

| Foto |                 | Name                             | Typ                    | Standort                       | Künstler        | Datierung | Beschreibung | Metadaten      |
| ---- | --------------- | -------------------------------- | ---------------------- | ------------------------------ | --------------- | --------- | --- | -------------- |
| ja   | Datei hochladen | Bildstock, Weißes Kreuz          | Sakrale Kleindenkmäler | Angerner Bundesstraße Standort |                 |           | Bildstock aus verputzten Ziegeln mit Nische, von einem Doppelkreuz bekrönt, markiert die Grenze zu Süßenbrunn | Pos lt. Quelle |
| ja   | Datei hochladen | Wegkapelle                       | Sakrale Kleindenkmäler | Kapellenweg Standort           |                 |           | Die im Spätbarock errichtete Kapelle wurde 1989 renoviert und zu einer Hubertuskapelle umgestaltet. | Pos lt. Quelle |
| ja   | Datei hochladen | Kriegerdenkmal Zweiter Weltkrieg | Denkmäler              | Parbasdorferstraße Standort    | Edwin Grienauer | 1959      | | Pos lt. Quelle |
| ja   | Datei hochladen | Kriegerdenkmal Erster Weltkrieg  | Denkmäler              | Friedhof Standort              |                 | 1921      | | Pos lt. Quelle |
| ja   | Datei hochladen | Marienstatue                     | Sakrale Kleindenkmäler | Parbasdorferstraße Standort    |                 | 1904      | | Pos lt. Quelle |
| ja   | Datei hochladen | Denkmal der Schlacht bei Wagram  | Denkmäler              | Wagramer Straße Standort       |                 |           | Obelisk mit zwei Inschriftentafeln, die auf die Schlacht bei Wagram am 5. und 6. Juli 1809 Bezug nehmen. Die obere Inschrift enthält den Text Um Aderklaa fand die sächsische Armee unter dem französischen Marschall Bernadotte ihr Grab, die untere ein Gedicht. | Pos lt. Quelle |